# Jessica Monroe
Pour les articles homonymes, voir Monroe.
Jessica Monroe-Gonin est une rameuse canadienne née le 31 mai 1966 à Palo Alto.

## Biographie
Elle dispute les épreuves d'aviron aux Jeux olympiques d'été de 1992 à Barcelone. Elle y remporte deux médailles d'or, l'une en huit (avec Kirsten Barnes, Megan Delehanty, Shannon Crawford, Marnie McBean, Kay Worthington, Brenda Taylor, Kathleen Heddle et la barreuse Lesley Thompson-Willie), et l'autre en quatre sans barreur (avec Kirsten Barnes, Brenda Taylor et Kay Worthington). Elle est ensuite vice-championne olympique en 1996 à Atlanta (avec Heather McDermid, Tosha Tsang, Maria Maunder, Alison Korn, Emma Robinson, Anna Van der Kamp, Theresa Luke et Lesley Thompson-Willie).

## Palmarès

### Jeux olympiques
- Jeux olympiques d'été de 1992 à Barcelone,  Espagne
  -  Médaille d'or en huit
  -  Médaille d'or en quatre sans barreur

- Jeux olympiques d'été de 1996 à Atlanta,  États-Unis
  -  Médaille d'argent en huit

### Championnats du monde
- Championnats du monde d'aviron 1991 à Vienne,  Autriche
  -  Médaille d'or en huit
  -  Médaille d'or en quatre sans barreur